# Peix lloro de Bowers
El peix lloro de Bowers (Chlorurus bowersi) és una espècie de peix de la família dels escàrids i de l'ordre dels perciformes.

## Morfologia
Els mascles poden assolir els 40 cm de longitud total.

## Distribució geogràfica
Es troba a les Filipines, Java (Indonèsia), les Illes Ryukyu i Palau.